# Hrant Bagratian
Hrant Bagratian ou Bagratyan (en arménien Հրանտ Բագրատյան) est né le 18 octobre 1958 à Erevan, en République socialiste soviétique d'Arménie (URSS), est un homme d'État arménien. 
Il fait ses études à l'Université d'État d'Erevan puis à l'Institut d'économie nationale d'Arménie. De 1990 à 1993, il est ministre de l'Économie. Il est ensuite nommé Premier ministre de la République d'Arménie le 12 février 1993, et le reste jusqu'au 4 novembre 1996.